# Anaerobe membraanbioreactor
Anaerobe membraanbioreactor of AnMBR is een technologie die wordt gebruikt bij de behandeling van afvalwater. AnMBR werkt met behulp van een membraanbioreactor (MBR). Het afvalwater wordt gefilterd en gescheiden, waarbij het effluent en het slib uit elkaar worden gelaten. Dit slib wordt anaeroob behandeld door mesofiele bacteriën die methaan als bijproduct afgeven. Het biogas kan later worden verbrand om warmte of elektriciteit te genereren. AnMBR wordt beschouwd als een duurzaam alternatief voor rioolwaterzuivering omdat de energie die kan worden gegenereerd door de methaanverbranding groter kan zijn dan de energie die nodig is voor het handhaven van het proces.